# Municipio de Munising
El municipio de Munising (en inglés: Munising Township) es un municipio ubicado en el condado de Alger en el estado estadounidense de Míchigan. En el año 2010 tenía una población de 2.983 habitantes y una densidad poblacional de 5,29 personas por km².

## Geografía
El municipio de Munising se encuentra ubicado en las coordenadas 46°23′39.83″N 86°31′26.58″O / 46.3943972, -86.5240500. Según la Oficina del Censo de los Estados Unidos, el municipio tiene una superficie total de 563,8 km² (217,7 mi²), de la cual 524,7 km² (202,6 mi²) corresponden a tierra firme y 39,1 km² (15,1 mi²) (6.94%) es agua.

## Demografía
En el 2000 la renta per cápita promedia del hogar era de $40.946, y el ingreso promedio para una familia era de $45.114. El ingreso per cápita para la localidad era de $17.448. En 2000 los hombres tenían un ingreso per cápita de $38.649  contra $24.167 para las mujeres. Alrededor del 7.80% de la población estaba bajo el umbral de pobreza nacional.